# NGC 631
NGC 631 é uma galáxia elíptica (E) localizada na direcção da constelação de Pisces. Possui uma declinação de +05° 50' 09" e uma ascensão recta de 1 horas, 36 minutos e 47,0 segundos.
A galáxia NGC 631 foi descoberta em 27 de Outubro de 1864 por Albert Marth.